# Ubisoft Toronto
Ubisoft Toronto är ett datorspelsutvecklarföretag i Toronto i Ontario, Kanada. Företaget grundades av Jade Raymond i september år 2010 och har i dag (juli 2017) 600 anställda.

## Spel utvecklade av Ubisoft Toronto
| År   | Titel                                 | Format                                                                                          |
| ---- | ------------------------------------- | ----------------------------------------------------------------------------------------------- |
| 2013 | Tom Clancy's Splinter Cell: Blacklist | Microsoft Windows, Playstation 3, Wii U, Xbox 360                                               |
| 2018 | Far Cry 5                             | Microsoft Windows, Playstation 4, Xbox One                                                      |
| 2018 | Starlink: Battle for Atlas            | Microsoft Windows, Nintendo Switch, Playstation 4, Xbox One                                     |
| 2020 | Watch Dogs: Legion                    | Amazon Luna, Microsoft Windows, Playstation 4, Playstation 5, Stadia, Xbox One, Xbox Series X/S |
| 2021 | Far Cry 6                             | Amazon Luna, Microsoft Windows, Playstation 4, Playstation 5, Stadia, Xbox One, Xbox Series X/S |
| TBA  | Tom Clancy's Splinter Cell            | TBA                                                                                             |